# União Africana de Ginástica
A União Africana de Ginástica (sigla: UAG), fundada em 1990 na Argélia e formada pelas federações nacionais africanas de ginástica, é a federação que rege as modalidades de ginástica em todo o continente africano e que responde diretamente à Federação Internacional de Ginástica (sigla: FIG).